# Отто ван Веен
Отто ван Веен або Отто ван Вейн (нід. Otto van Veen; бл. 1556, Лейден — 1629, Брюссель) — південнонідерландський художник і малювальник зламу XVI–XVII століть. Відомий також як вчитель Пітера Пауля Рубенса доіталійського періоду.

## Життєпис
Народився у місті Лейден. Точної дати народження митця не збережено і її позначають як 1556 р. Батько майбутнього художника був бургомістром і родина була не бідною. Вважають, що малий Отто почав опановувати художню майстерність у лейденського майстра Ісаака ван Сваненбурга (1537—1624).
Відомо, що у жовтні 1572 року католицька за віросповіданням родина ван Веен перебралась на житло у Антверпен, а потім у місто Льєж. Два інші вчителі художника початківця — Жан Ремі та Домінік Лампсоніус, останній гуманіст і письменник більше, ніж художник. Лампсоніус знався на латині, мав університетську освіту і чотири роки працював секретарем кардинала Реджинала Пола у Кентербері, в Англії. Прагнення мати непогану освіту і знання мистецтва привело до бажання відвідати папський Рим.

## Перебування у Італії
З 1576 року він в папському Римі. Відомостей про цей період небагато, за припущеннями він вивчав твори італійських (і римських) маньєристів, стилістику котрих матимуть його твори до кінця століття. Він засвоїв розповсюджені італійські схеми, особливо бачені в релігійних композиціях і сам потім їх робив («Містичні заручини Катерини Александрійської з католицькою церквою», «Оплакування Христа»), хоча він був слабким у власних композиціях.

## Роки зрілості
З перебування у Італії він виніс зацікавленість у історичному живопису, характерному для італійців. Так, свідоцтвом тому стала серія декоративних картин про повстання батавів проти давньоримських колонізаторів-загарбників. Батавів нідерландці вважали власними попередниками в античності. В серії в повній мірі відбилися давні уроки маньєризму, засвоєні Отто ван Вееном у власних нідерландських, а потім у італійських вчителів. В серії про повстання батавів Отто ван Веен починає як учень італійців-маньєристів (великі фігури, що наче скопійовані з давньоримських рельєфів), а закінчує як учень нідерландських майстрів, здатних вмістити в картину безліч дрібниць і подами мікрокосмос у макрокосмосі. Серія прикрашала залу засідань Генеральних Штатів у місті Гаага і практично мала державницьке значення (хоча була слабкою за композиціями).
Як представник течії маньєризму він непоганий портретист. Він навіть здатен створити з мініатюрного портрета, створеного олійними фарбами, справжню коштовність («Портрет Алессандро Фарнезе», Музей мистецтв округу Лос-Анджелес).

## Два брати художника
Отто ван Веен мав двох братів. Пітер ван Веен так і залишився аматором. Художником став другий брат Гісбретс ван Веен (1562—1628).

## Історіограф Карел ван Мандер
Історіографом художника намагався бути Карел ван Мандер. Так, Мандер сповіщав, що Отто ван Веен повертався на батьківщину кружним шляхом і встиг попрацювати у місті Прага на австрійського імператора Рудольфа II та на Вільгельма V Баварського у Мюнхені. З урахуванням погано збережених відомостей про ранні роки митця, зрозуміло, що Карел ван Мандер і сам знав про художника мало.

## Смерть
Художник поимер у Брюсселі 1629 року.

## Вибрані твори (перелік)
- «Христос в домі Марії і Марфи»

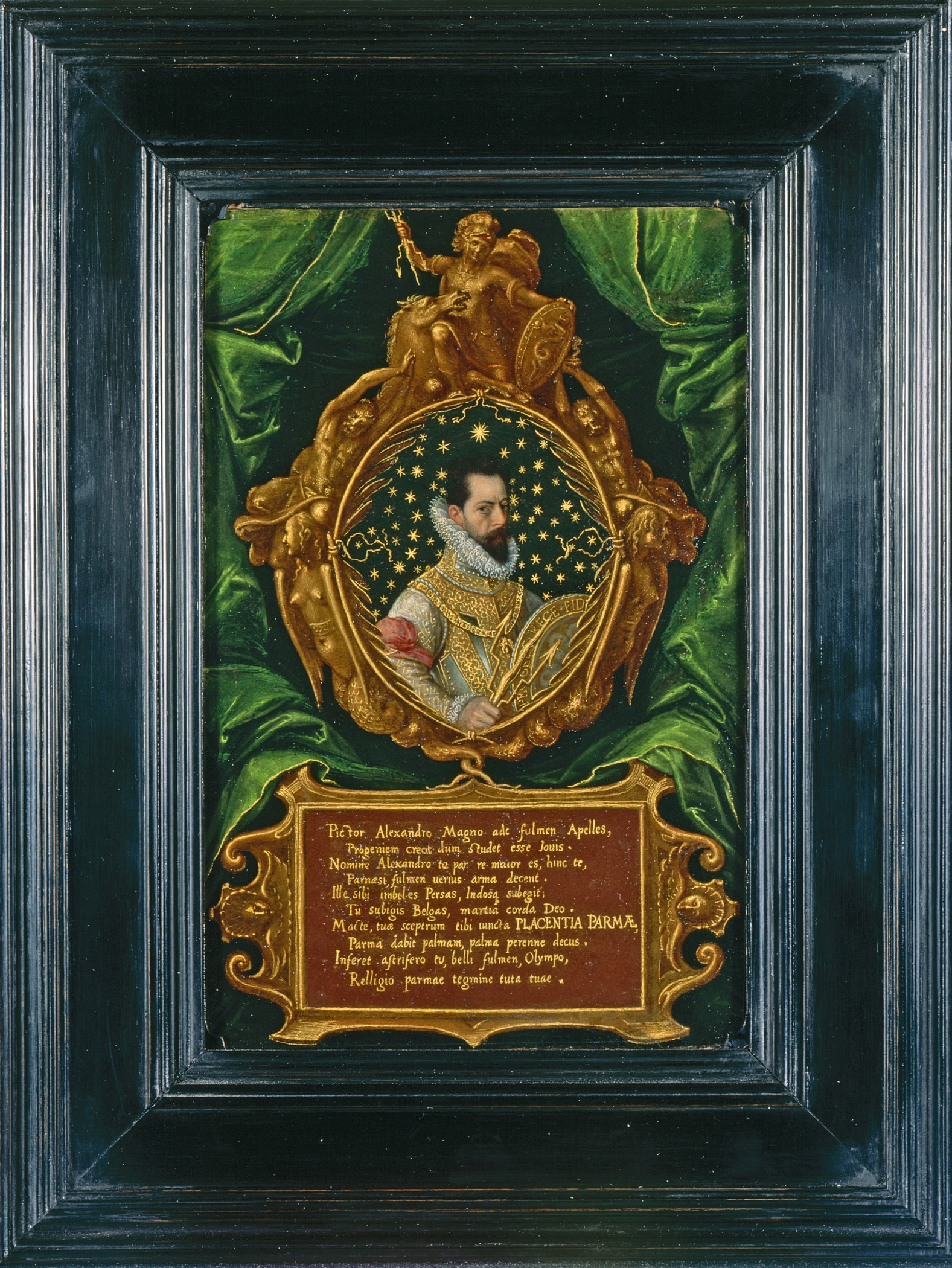
Отто ван Веен. «Портрет Алессандро Фарнезе», Музей мистецтв округу Лос-Анджелес

- «Вознесіння Богородиці», ескіз до вівтаря
- «Оплакування Христа», кінець XVI ст.
- «Блокада Лейдена іспацями і розділ їжі голодуючим городянам», 1574 р., Державний музей (Амстердам)
- «Художник в оточенні родини», 1584 р., Лувр, Париж
- «Перемога батавів над легіоном римлян біля Рейна», Державний музей (Амстердам)
- «Мучеництво апостола Андрія Першозваного», 1599 р.
- «Портрет Ніколаса Рококса», 1600 р.
- «Александр Фарнезе, герцог Пармський», 1592 р.
- «Йоганн Міреус», четвернтий архієпископ Антверпена, Будинок Рубенса
- «Граф Хендрік ван ден Берг», 1618 р.
- «Молодичка з папугою»

## Портрети

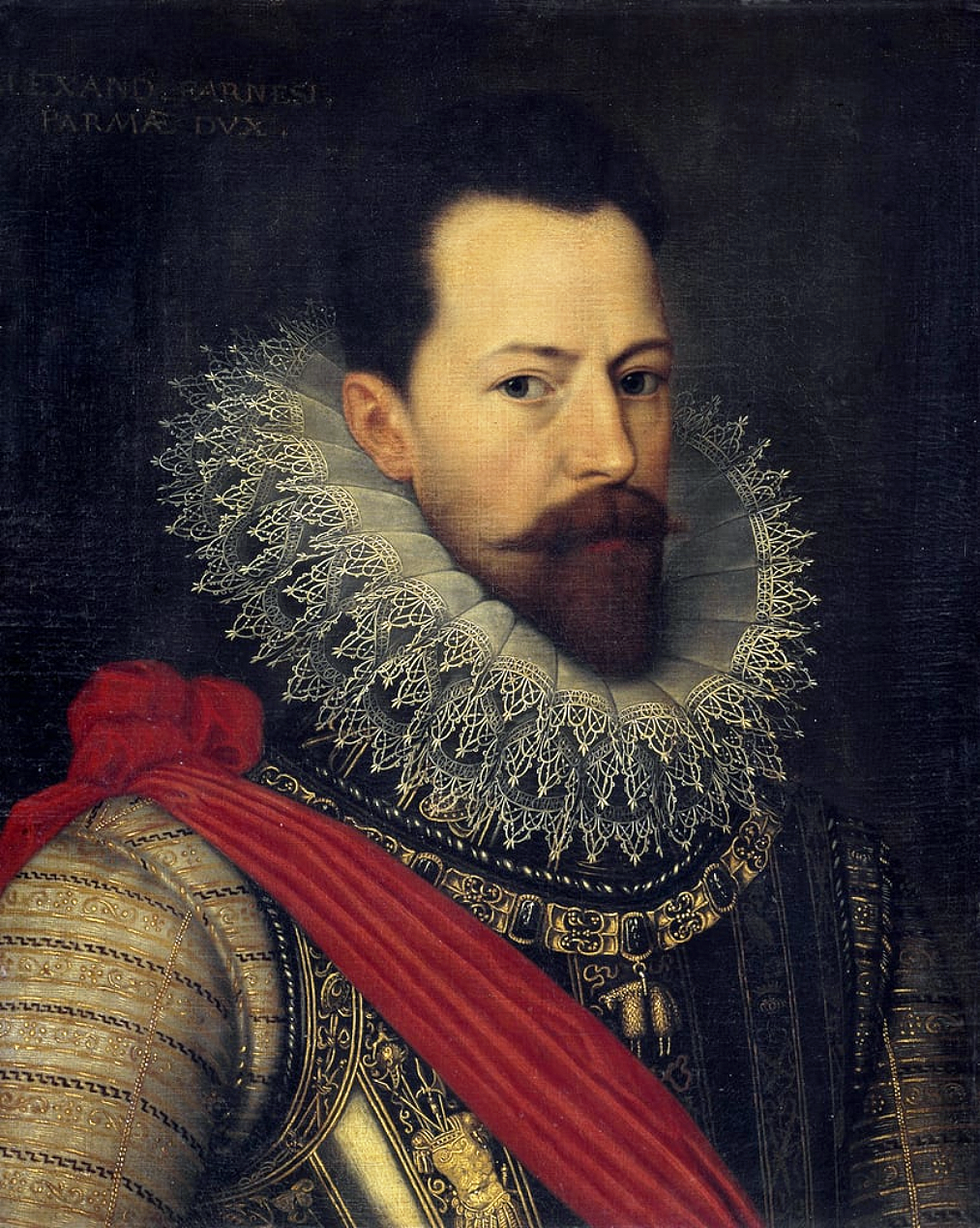
Отто ван Веен. «Александр Фарнезе», герцог Парми і П'яченци
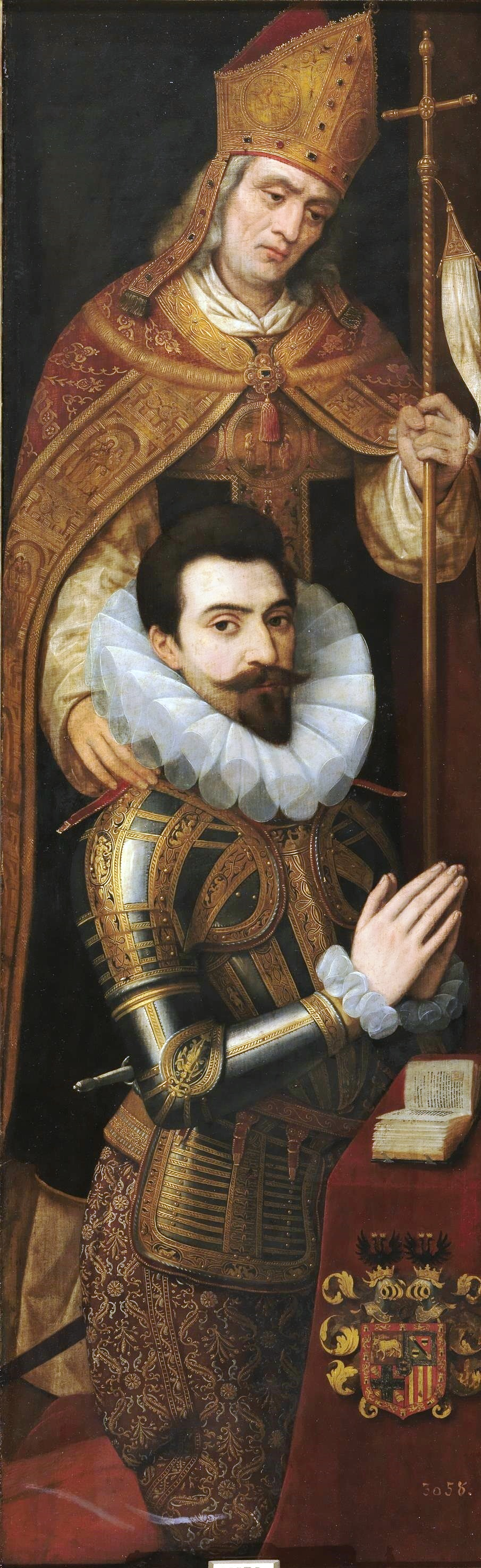
Отто ван Веен. «Алонсо Ідьякес з небесним покровителем»
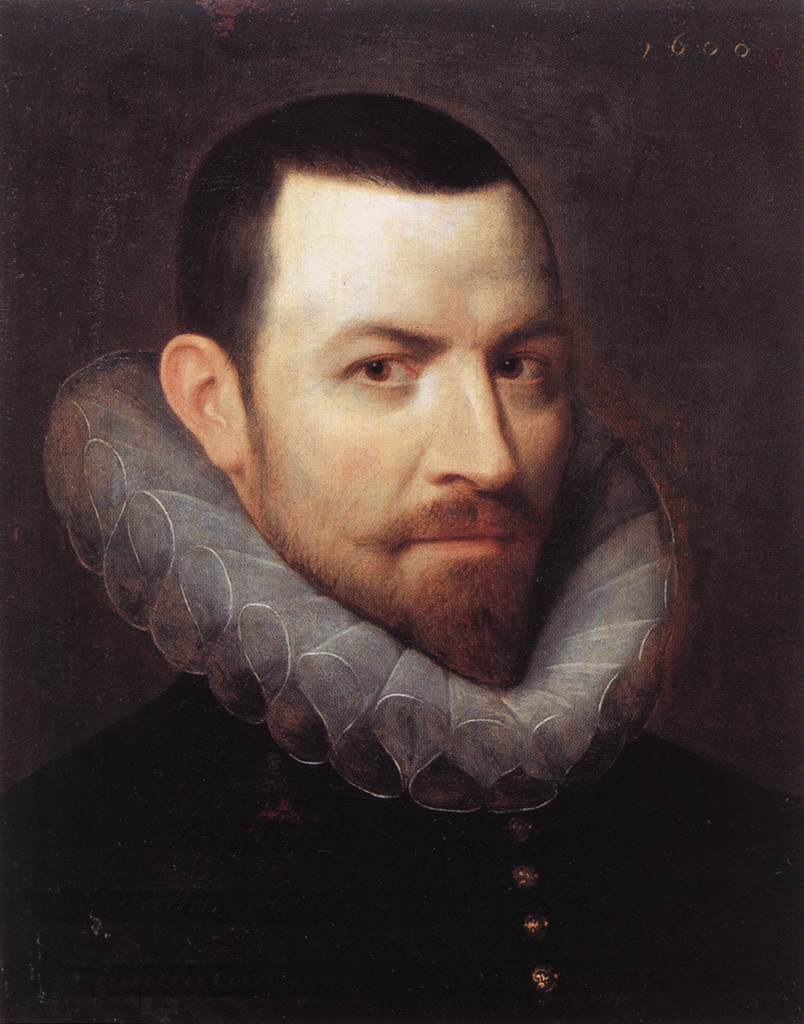
Отто ван Веен. «Ніколас Рококс», 1600 р.
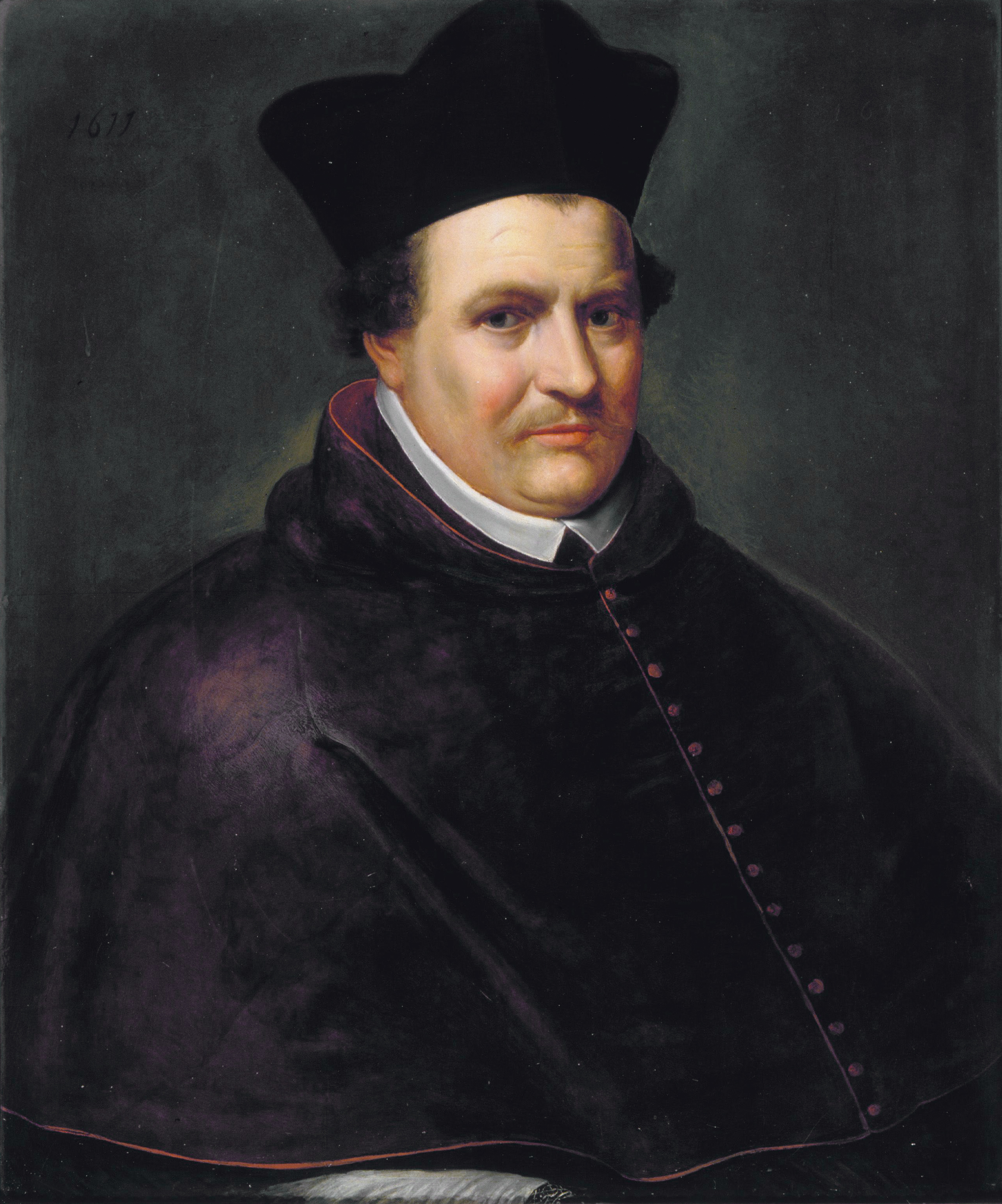
Отто ван Веен. «Йоганн Міреус», четвертий архієпископ Антверпена, 1611 р.

## Вибрані твори (галерея)

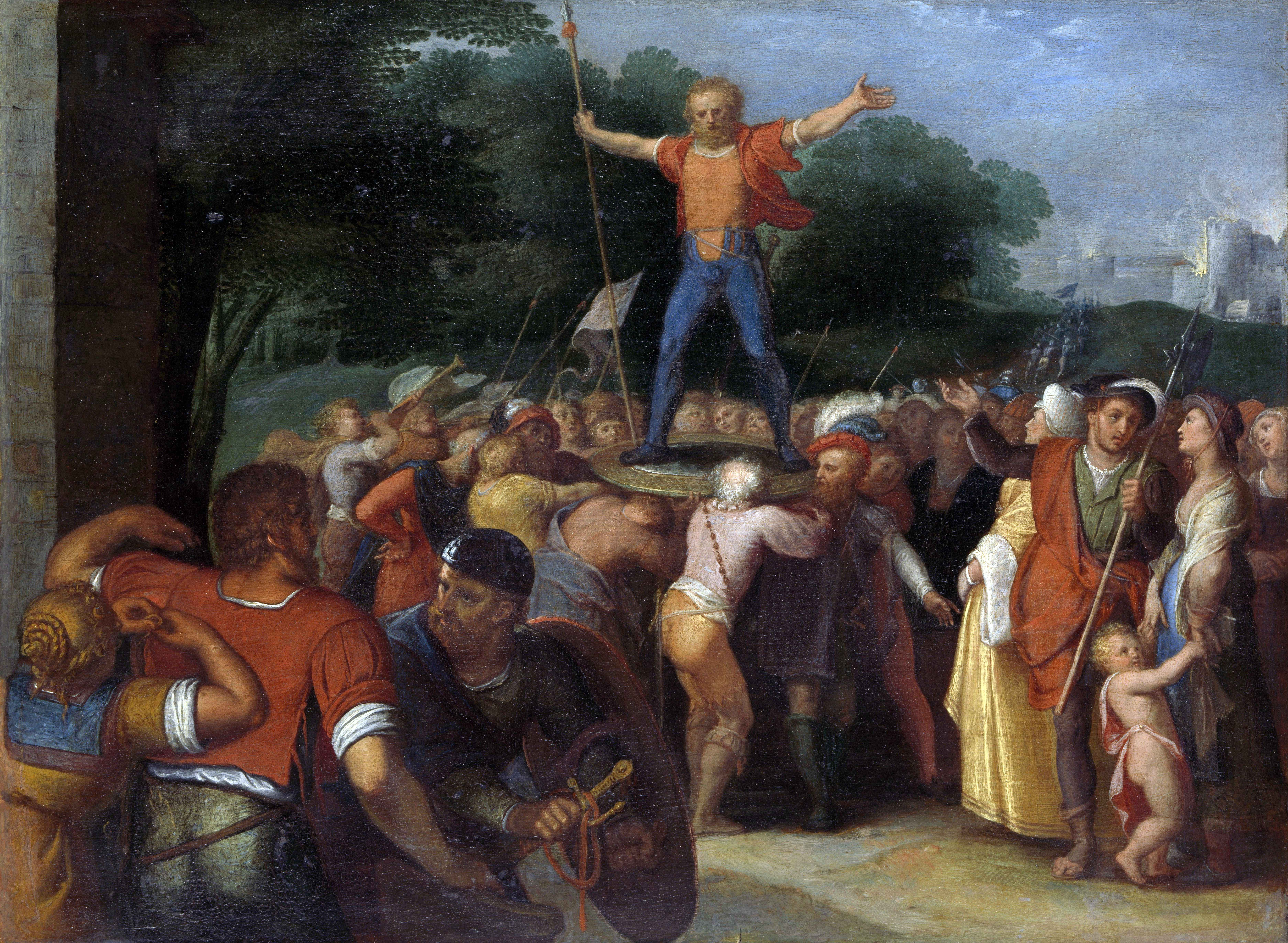
Отто ван Веен. «Батав Брінно закликає до повстання проти римських загарбників», до 1613 р., Державний музей (Амстердам)

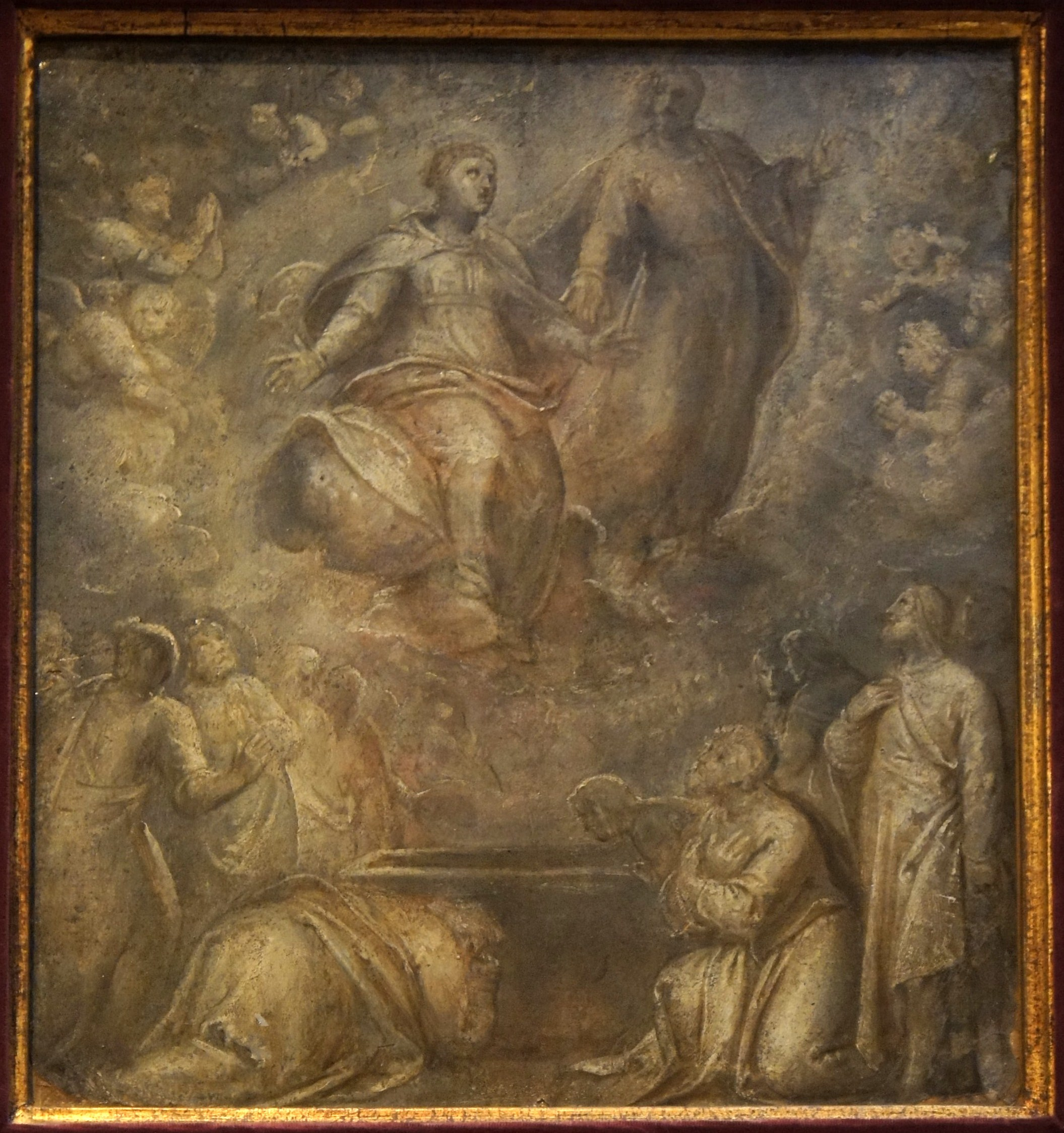
Отто ван Веен.  «Вознесіння Богородиці», ескіз до вівтаря, кінець XVI ст.
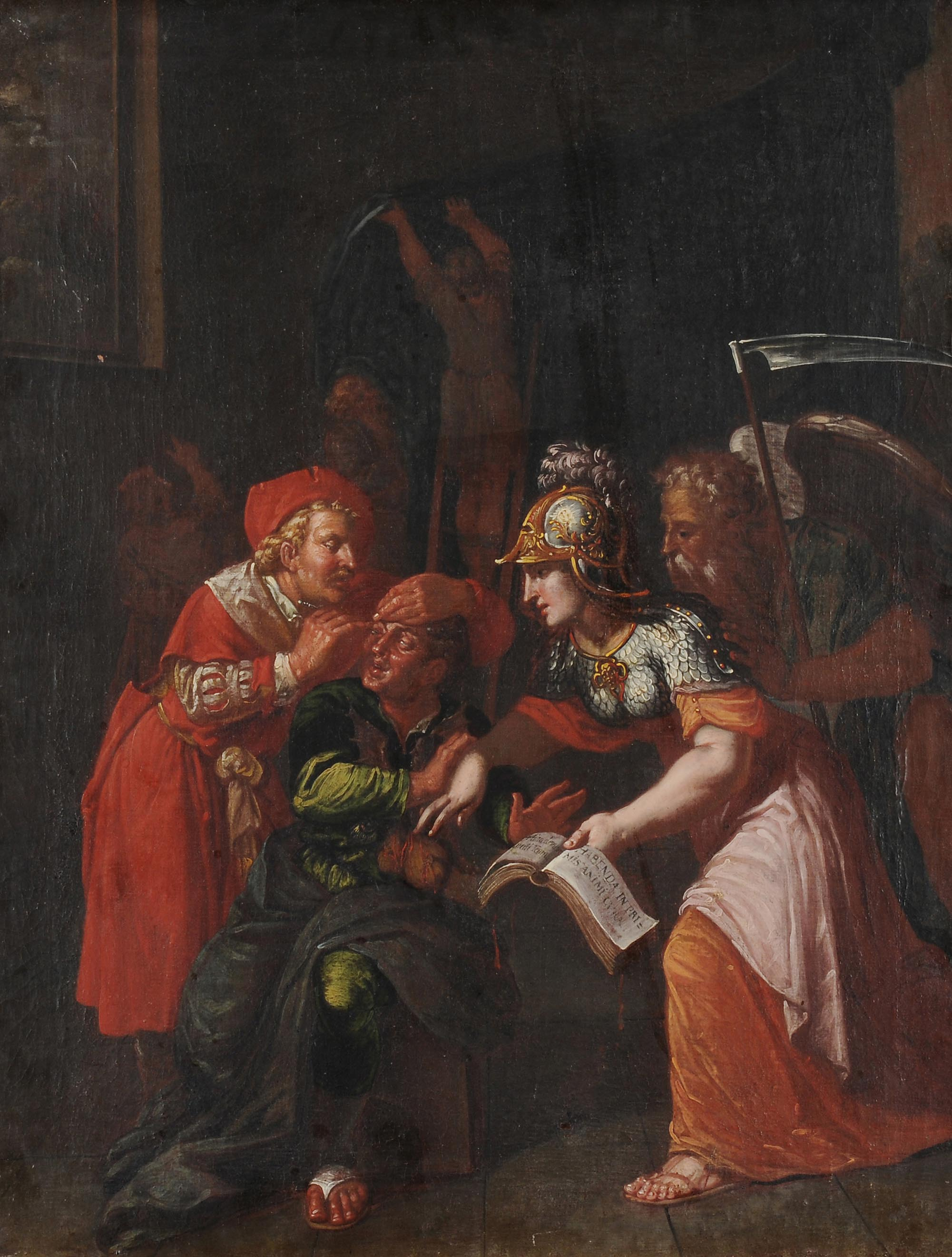
Отто ван Веен. «Алегорія лікування душі від сліпоти» (в присутності богині мудрості Мінерви та бога Хроноса)
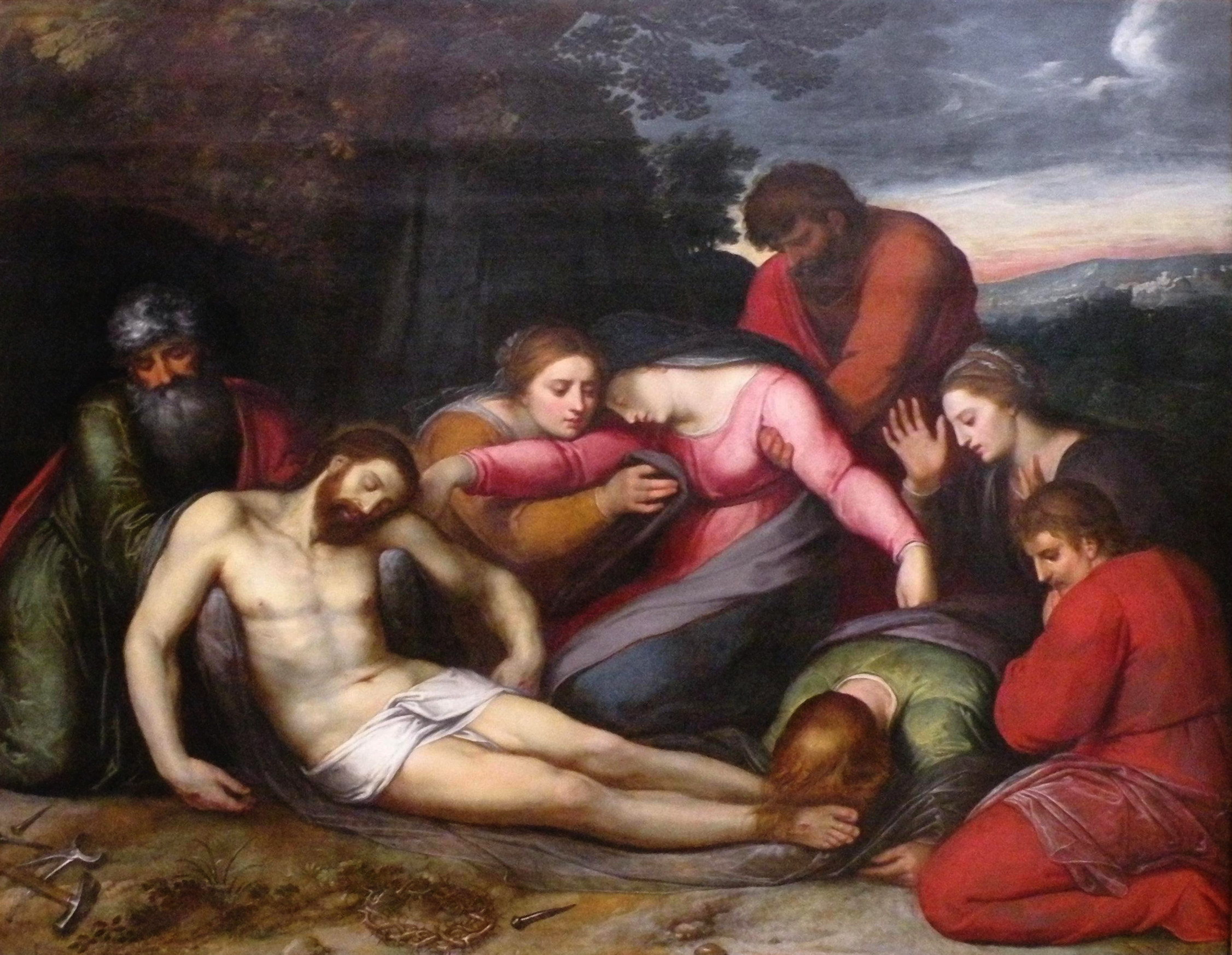
Отто ван Веен. «Оплакування Христа»
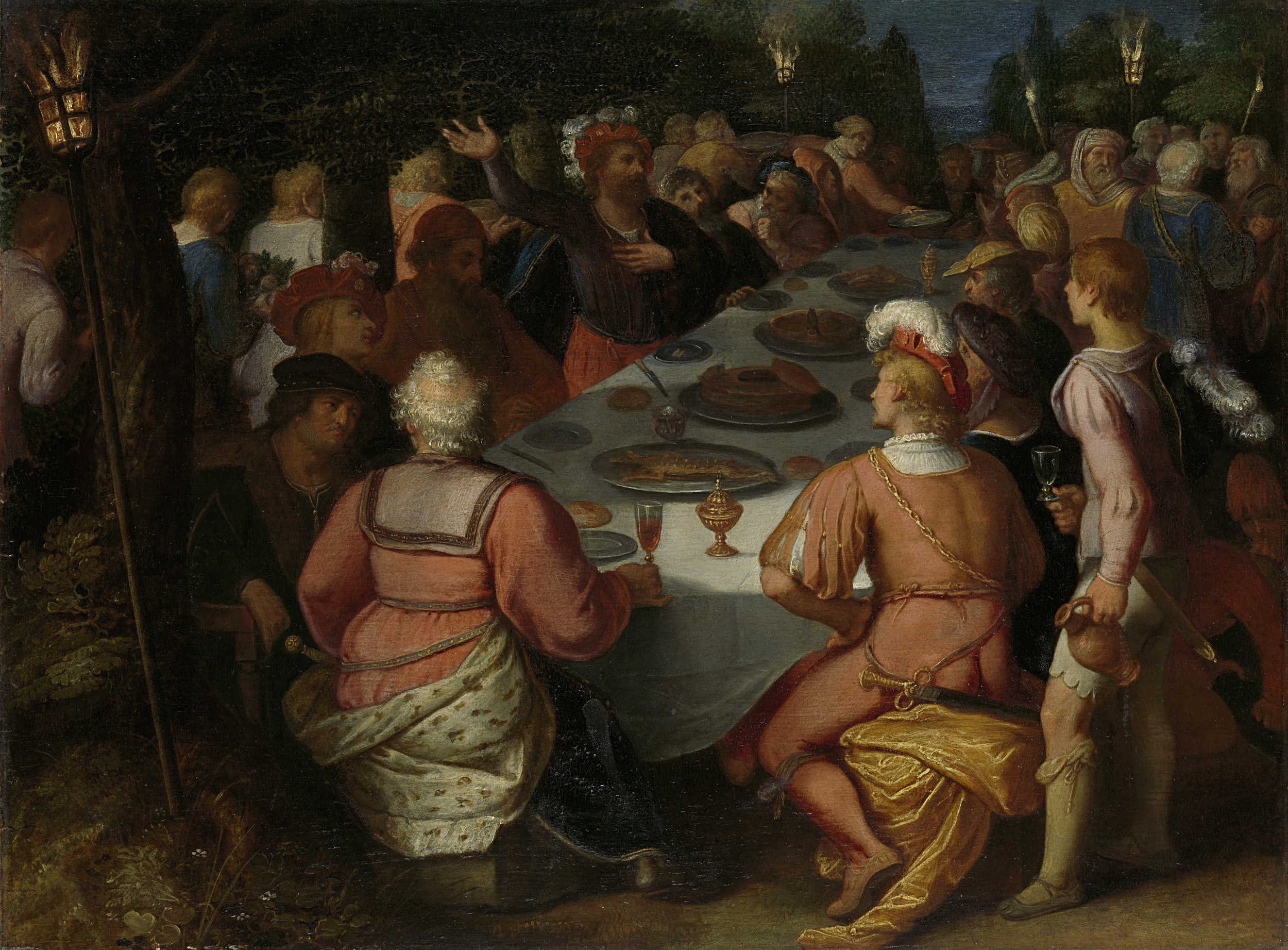
Отто ван Веен. «Заколот Клавдія Цивіліса », Державний музей (Амстердам)